# Крепость Кавкасидзе
Крепость Кавкасидзе (также известна как Теккале или  Крепость Четырёх Церквей, груз. კავკასიძეების ციხე, тур. Tekkale) — средневековая крепость, расположенная в историческом Тао (ныне территория Турции), в районе Юсуфели, провинции Артвин.

## История
Об этом историческом памятнике почти ничего не известно. Это была одна из крепостей в Грузинском царстве и княжестве Самцхе, расположенном в юго-западной пограничной зоне около реки Чорохи. Эквтиме Такаишвили в своей книге «Археологическая экспедиция 1917 года на юге Грузии» упоминает эту крепость как «Крепость Четырёх Церквей». В той же книге подтверждается единственная надпись этой крепости, где упоминается строитель церкви и владелец крепости Мурван Кавкасидзе. Феодальный род Кавкасидзевых владел областью Пархали, и, похоже, что Отхта (Церковь Четырёх) также принадлежала ему. Самый старейший из рода, Петрик Кавкасидзе, упоминается в записи Шемокмеди (Гурия) в XI веке вместе с Еленой, первой женой Баграта IV.
Эквтиме Такаишвили в своей книге «Археологическая экспедиция 1917 года на юге Грузии» упоминает эту крепость как «крепость из четырёх церквей»  с фотографией прикреплённой таблички: «Река крепости четырёх церквей — левый берег» (груз. ციხე მდინარე ოთხთა ეკლესიის — წყლის მარცხენა ნაპირზე.).